# Vittorino da Pioraco
Vittorino (... – Pioraco, 8 giugno 538) fu vescovo di Camerino ed è venerato come santo dalla Chiesa cattolica.

## Biografia
Le poche notizie della sua vita derivano dagli Acta Sanctorum Severini et Victorini scritti tra i secoli VII-IX, con elementi leggendari. Era nato in una famiglia nobile, alla fine del V secolo. Con il fratello Severino aveva rinunciato alla vita di ricchezza: distribuirono la loro ricchezza per ritirarsi in una vita eremitica nelle grotte di Montenero, nei pressi di Septempeda; più tardi, Vittorino volle stare da solo e andò in una grotta sul Monte Gualdo vicino Pioraco. 
Per evitare la tentazione della carne (la tradizione dice che il diavolo, come una donna, ha provato a chiedere un ricovero notturno) si inflisse la penitenza di legarsi le braccia ai rami di un albero, come in preghiera; secondo la leggenda, il vescovo di Camerino lo liberò dopo tre anni di penitenza.
Il papa Vigilio li nominò vescovi di due distinte sedi: Vittorino divenne vescovo di Camerino, mentre il fratello Severino divenne vescovo di quella che allora si chiamava Septempeda, in seguito chiamata San Severino Marche.
Morì nel 538 nella sua caverna.

## Culto
Morì in lode della santità. Gli abitanti di Pioraco raccolti i suoi resti, lo seppellirono nell'eremo dove aveva vissuto e lo proclamarono santo patrono della città. Nel 1711 i resti furono trasferiti nella cappella Sparapani della vecchia cattedrale di Camerino e il 1834 nella cripta della nuova cattedrale. Nel 1950, infine, sono state prese per la chiesa parrocchiale di Pioraco, dove sono oggi.
La memoria liturgica cade l'8 giugno.